# Draginja Vuksanović
Draginja Vuksanović, cyr. Драгиња Вуксановић (ur. 7 kwietnia 1978 w Barze) – czarnogórska prawniczka, nauczyciel akademicki i polityk, posłanka do Zgromadzenia Czarnogóry, kandydatka w wyborach prezydenckich w 2018, od 2019 do 2020 przewodnicząca Socjaldemokratycznej Partii Czarnogóry (SDP).

## Życiorys
W rodzinnej miejscowości ukończyła szkołę podstawową i średnią. W 2000 została absolwentką prawa na Uniwersytecie Czarnogóry. Specjalizowała się w zakresie prawa cywilnego na Uniwersytecie w Belgradzie. W 2005 uzyskała magisterium, a w 2011 doktoryzowała się na macierzystej uczelni. W 2001 podjęła pracę jako nauczyciel akademicki na wydziale prawa Uniwersytetu Czarnogóry w Podgoricy, w 2013 otrzymała awans na stanowisko docenta. Została też wykładowczynią prawa własności intelektualnej na wydziale sztuk dramatycznych w Cetynii.
Zaangażowała się w działalność polityczną w ramach Socjaldemokratycznej Partii Czarnogóry, dołączając do władz krajowych tego ugrupowania. W 2012 objęła mandat posłanki do Zgromadzenia Czarnogóry; w 2016 z powodzeniem ubiegała się o reelekcję. W 2018 zarejestrowała swoją kandydaturę w wyborach prezydenckich. Oprócz socjaldemokratów poparła ją również partia DEMOS Miodraga Lekicia. W pierwszej turze głosowania zajęła 3. miejsce wśród 7 kandydatów z wynikiem około 8% głosów.
W 2019 została nową przewodniczącą swojego ugrupowania. W 2020 otwierała listę wyborczą socjaldemokratów, ponownie wchodząc w skład czarnogórskiego parlamentu. W tym samym roku ustąpiła z funkcji przewodniczącej partii. Kandydowała również w wyborach prezydenckich w 2023, w pierwszej turze otrzymała ponad 3% głosów (5. miejsce wśród 7 pretendentów).